# 鲍里斯断崖

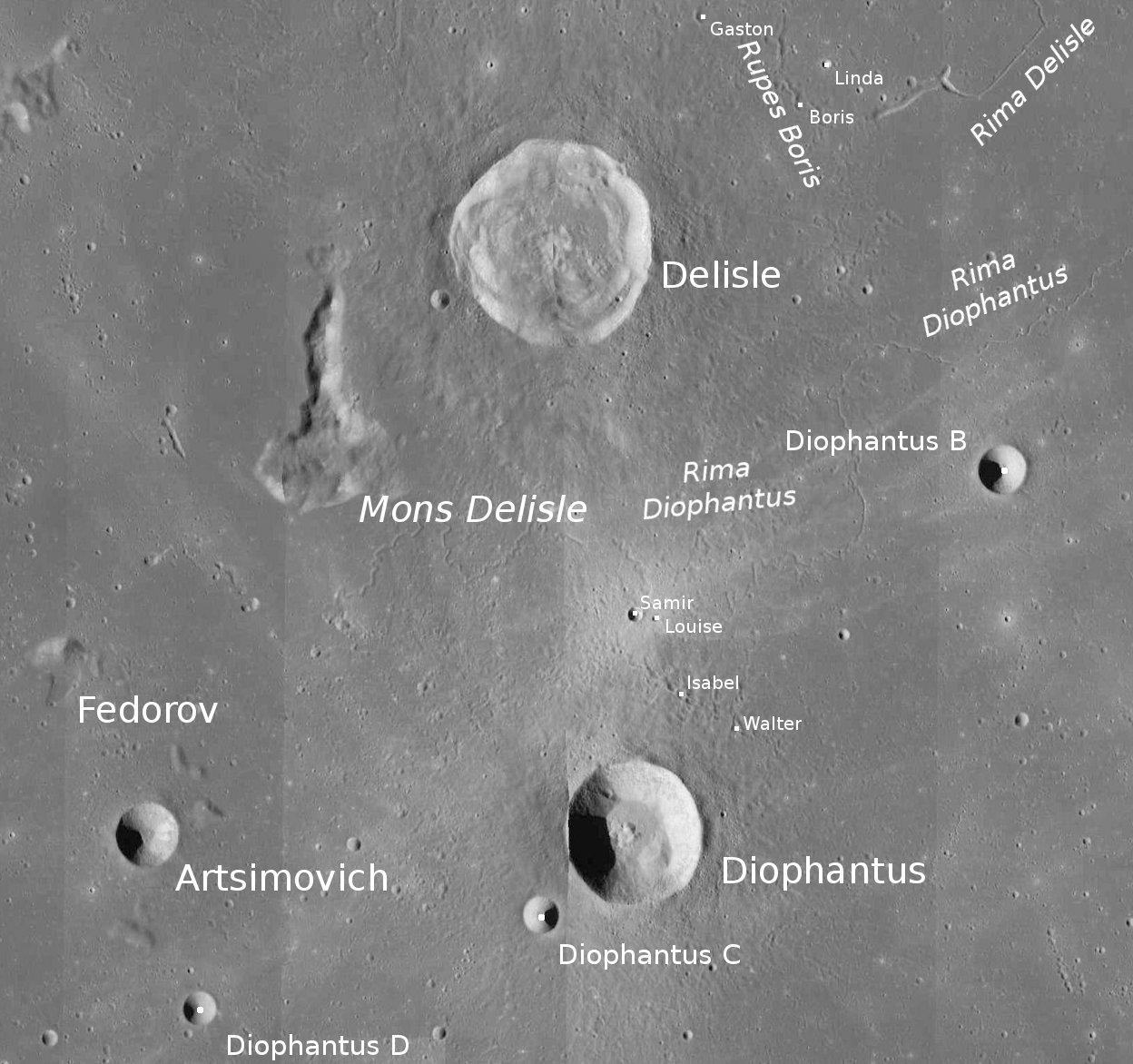
鲍里斯断崖与德利尔月溪的位置图

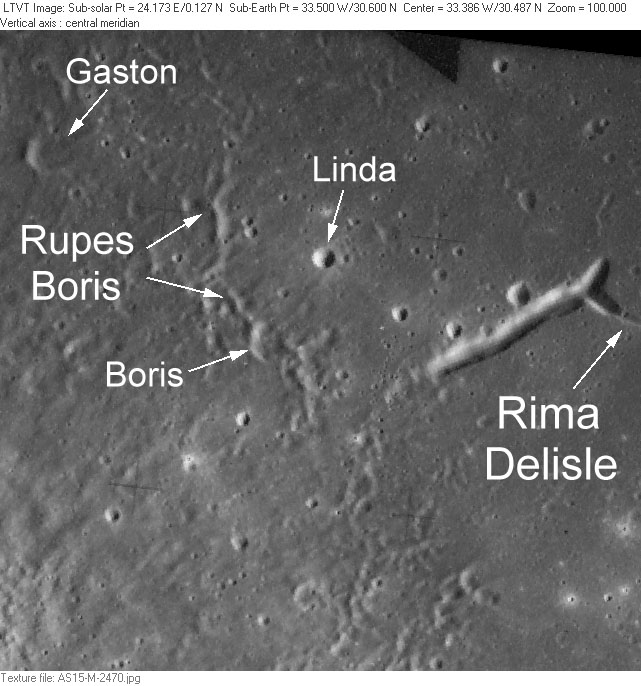
鲍里斯断崖与德利尔月溪的近景照.

鲍里斯断崖（Rupes Boris）是位于月球正面西北区雨海中的一条月面断层或山脊。其名字取自附近的小撞击坑-"鲍里斯陨坑"，1985年被国际天文学联合会批准通过。该特征的月面座标为30°30′N 33°30′W / 30.5°N 33.5°W，长度仅有4公里，大致呈南北走向，延伸在鲍里斯的北面，介于加斯顿陨石坑和琳达陨石坑之间。 鲍里斯断崖东面是德利尔月溪，南面则伸展着丢番图月溪。
目前已提出鲍里斯断崖实际并非是一悬崖，可能是附近德利尔环形山所喷发溅射物构成的一条山脊。
该特征的名称原非正式名，最早与其它几个小型月表结构名一道出现在美国宇航局"39B2/S2号"局部影像图上，1976年在法国格诺伯勒举行的第十六届国际天文联合会大会上，其名称与其它三座小陨坑一道被批准采纳。
| 名称   | 月面坐标                          | 直径 | 名称来源     |
| ------ | --------------------------------- | ---- | ------------ |
| 鲍里斯 | 30°32′N 33°30′W / 30.53°N 33.50°W | 1.73 | 俄罗斯男性名 |
| 加斯顿 | 29°54′N 34°36′W / 29.9°N 34.60°W  | 2.02 | 法国男性名   |
| 琳达   | 30°42′N 33°24′W / 30.7°N 33.4°W   | 1.11 | 西班牙女性名 |

## 备注
1. ↑  Batson, Raymond M.; Russell, Joel F. (编).  (PDF). U.S. Geological Survey bulletin. 1995, (2129): 95  [2016-05-09]. ISSN 8755-531X. （原始内容存档 (PDF)于2017-02-22）.
2. ↑  . The-Moon Wiki.   [2012-02-03]. （原始内容存档于2018-05-31）.
3. ↑  Exzerpt （页面存档备份，存于） from Transactions of the IAU. XVIB, Hrsg. von D. Riedel, 1977